# Danilo Avelar
Danilo Fernando Avelar (Paranavaí, 9 juni 1989) – alias Danilo Avelar – is een Braziliaans voetballer die bij voorkeur als linksback speelt. Hij verruilde in juli 2015 Cagliari voor Torino.

## Clubcarrière
Danilo Avelar speelde in Brazilië voor Paranavaí, Joinville, Paraná Clube en Rio Claro. In mei 2010 trok hij naar Karpaty Lviv. Aanvankelijk werd de Braziliaan gehuurd, maar na een overtuigende start werd hij definitief aangekocht. In januari 2011 werd hij voor zes maanden verhuurd aan Schalke 04. In 2012 tekende hij bij Cagliari, waar hij eerst een seizoen op huurbasis speelde om vervolgens definitief de overstap te maken. Danilo Avelar maakte op 26 augustus 2012 zijn debuut in de Serie A, uit bij Genoa. Hij werd in drie jaar achtereenvolgens elfde, vijftiende en achttiende met de club. Het laatste resultaat betekende degradatie naar de Serie B. Danilo Avelar daalde niet mee af, maar tekende in juli 2015 bij Torino, de nummer negen van Italië in het voorgaande seizoen. 